# El Roockie
Iván Vladimir Banista Castillo (Puerto Armuelles Chiriqui, Panamá, 7 de agosto de 1977) más conocido como El Roockie en América Latina y The Roockie en Estados Unidos, es un cantante de Reggae en español y Dancehall, inició su carrera musical en la década de los 90 y trabaja actualmente con Andier, DJ Bomber, Free Zone Music y su mánager es Irving Ramos. Es también conocido por su exitoso tema "Sigue Bailando Mi Amor" y El dinero ,compuesto el colaboración con Alex Dking (Luis Alejandro Arevalos ) y Urban Latín Music .

## Biografía
Nació en el barrio de El Chorillo, hijo de Anayansi del Carmen Castillo y de Ricardo Máximo Banista, a la edad de 6 años se muda a San Miguel en Panamá. Su primera participación como artista musical es en la producción OVERLOAD 1 (1996) de DJ PABLITO y luego gana fama al participar en varias otras producciones de varios artistas.
Aunque no es hasta el mes de noviembre de 1999, cuando sale a la venta su primera producción titulada "Revelation Lyrics", una recopilación de la mayoría de sus canciones hasta ese entonces, y también nuevos temas. Rápidamente lograría un éxito increíble en su país, convirtiéndose en una figura reconocible de talento nacional e internacionalmente ganó fanes en América Central, América del Sur y ciertos círculos en Estados Unidos y España. 
En el 2002 realiza trabajos junto a banda Raíces y Cultura, siendo éste uno de los elementos clave para la promoción de la producción Formula Cruda, en la que se adapta a un estilo más root, rompiendo paradígmas permitiendo enfocar el reggae nacional de otra forma.
Su fama es comparada con sus compatriotas del reggae en español como lo es Nando Boom y El General, con este último en 2003 por su canción titulada "Sigue bailando" lo llevó a ser nominado para un Grammy Latino por álbum del año en la categoría de Mejor Rap / Hip-hop. Además de un reconocimiento en sus letras musicales.
En 2004 hizo featurings (colaboraciones); como el que realizó con la estrella jamaiquina Anthony B y su intervención en la producción del astro estadounidense Prince, para el álbum de Liza Lena a finales del 2005, logrando fusionar estilos y romper barreras, cosa que también ha hecho durante sus más de 30 presentaciones a nivel internacional, viajando desde el Prince Hall de Los Ángeles, hasta España, pasando por New York, Washington y otras ciudades de los Estados Unidos y América Latina.
En una entrevista Vico C elogiaba a El Roockie por sus letras y el mega productor del género reguetón, Luny Tunes dijo: El Roockie "tiene lírica que corta venas"
En marzo del 2006, firma bajo el sello Machete Music, para la producción de su próximo material discográfico, que será dirigido precisamente por los consagrados productores Luny Tunes de Más Flow Inc., en lo que será su primera producción incursionando en el género de Reguetón.
Ha realizado presentaciones en diferentes países como: Costa Rica, Guatemala, Colombia, Estados Unidos (pasando por las ciudades de Las Vegas, Los Ángeles, Carolina del Norte y New York), Ecuador, Honduras, El Salvador y en 2010 visitó Argentina y pasó por Chile. El Roockie, apunta a nuevos horizontes y a escalar otras cimas como el ranking en Billboard.
En 2011 graba junto a Mach & Daddy y Nigga el tema "Si decides regresar" producido por Predikador; de la disquera Factory Corp. Además graba "En Silencio" de Eddy Lover con Joey Montana, Mach & Daddy, Nigga & Mr. Phillips producido por Predikador.
Actualmente trabaja en su nuevo disco el cual contará con las colaboraciones de Zion y Lennox, Farruko, Alkilados, J Quiles, De La Ghetto, Martin Machore y Kafu Banton, en este incluirá sus más recientes éxitos (envidia, amiga mía, alucino, amiga mía remix, yo te quiero ver) producidos por Andier y Dj Bomber.
Su última participación fue en la versión remix de "Una Cita" de Alkilados junto a Nicky Jam y J. Álvarez, el cual ya cuenta con vídeo oficial y está sumando mucha audiencia en Youtube

## Adaptaciones de sus temas
En Argentina sus temas fueron adaptados a la cumbia por Damas Gratis, El Original, entre otros. En la escena del reggae, artistas como Fidel Nadal interpretan algunas de sus pistas. En España también han sido sus temas interpretados por Morodo y además en Perú y otras latitudes de Suramérica.

## Vida personal
En una entrevista destaca que José Luis Perales e Isabel Pantoja eran sus ídolos de pequeño

## Discografía

### Discos
- 1999: Revelation Lyrics
- 2001: Máquina de Lírica (disco doble)
- 2002: Fórmula cruda
- 2003: En tus manos
- 2005: Humanidad
- 2008: Semblante Urbano
- 2009: Semblante Urbano: La otra cara de la calle
- 2010: The Roockie Is Back (contiene el sencillo "Imprescindible" de octubre del año 2009)
- 2018: Panamá Flow

### Varios artistas
Participaciones en producciones de varios artistas:
- La Rosca Vol. 1 (1996) por Elián Davis
- La Rosca Vol. 2 (1998) por Elián Davis.
- Reggae Overload Vol.1 (1996) por DJ Pablito - con su tema "Más violencia no"
- Reggae Overload Vol.2 (1997) por Gummy Récords
- Reggae Overload Vol.3 "A true reggae experience" (1997) por Gummy Récords
- Reggae Overload Vol.4 (1998) por Gummy Récords
- Reggae Overload Vol.5 (1999)
- Reggae Overload Vol.6 (2000
- Da’ Crew Vol. 1 (1999) por Pucho Bustamante
- Ghetto 3:16 Vol. 1 "Rompiendo reglas" (1999)
- La Mafia vol 1 (1998) por El Chombo
- Reggae Overload Slow (1999)
- La Raza "Evolución" (1999) por Gummy Récords
- Da Lightta "100.5 % Lírica" (2000) por La Chief
- Da' Crew Vol. 2 "It's back" (2000)  por Pucho Bustamante
- Las Propias Vol. 1 (1999)
- Pesadilla Vol. 3 "The last nightmare" (2000)
- Chalice "First level" (2000)
- Ghetto 3:16 Vol. 2 "La otra cara" (2000)
- Sin nombre Vol. 1 (2000)
- The creation Vol. 6 "Elaborando el plan Y-2K" (2000) por Ramón "Pucho" Bustamante
- El Comando Vol. 1 "La primera misión" (2000) por Ramón "Pucho" Bustamante
- Scaredem Crew (2001) Por "Irving Diblasio" Panamá Entertainment Corp.
- Bashment "Volumeone" (2001)
- Boombastik "Reggae - Ragga - Muffin' En tu idioma" (2003) por Dímelo! Latín Dance Récords

## Premios y nominaciones

### Premios Grammy Latinos
| Año  | Trabajo nominado                                          | Categoría                   | Resultado |
| ---- | --------------------------------------------------------- | --------------------------- | --------- |
| 2015 | Una Cita (remix) (feat. Alkilados, J Álvarez y Nicky Jam) | Mejor interpretación urbana | Nominado  |